# 女警部ジュリー・レスコー
『女警部ジュリー・レスコー』（JULIE LESCAUT）は、フランスTF1で製作された長寿刑事ドラマ。原作及びシリーズ・クリエーターはアレクシス・ルカイエ。製作総指揮はクリストフ・ヴァレット、製作はジャン＝ピエール・ゲランが担当。平均的な放映時間は90分(84分から98分と回によって微妙に違う)。
1992年1月9日からTF1で放送開始し、2014年1月23日に最終回101話が放送された。主演のジュリーはヴェロニック・ジュネスト(日本での初放映時は先に発売されていたDVDの標記ヴェロニク・ジェネだったが、フランス人に番組を語ってもらう特番の時に発音の誤りを指摘され、その後はジュネストに直している。そのため再放送ではエンディングに付記していた日本語キャストリストを削除している。なお、日本の放送素材は初期のものはSD画質素材で上下両脇に余白がある上にフランス放映素材の問題なのかエンディングまできっちり流れないものが多い)。
毎回登場するゲストも注目であるが、オドレイ・トトゥを初めこの作品に出演後スターになった若手も多い。
日本ではスカパー!やケーブルテレビに番組を供給しているミステリチャンネルで放映されている。初期のエピソードの幾つかは日本でもDVD発売されている。

## 概要
仕事と家庭を両立させ、時には悩みながらも、犯罪に立ち向かうタフなジュリー・レスコー警部の活躍を描いたテレビドラマ。主人公レスコーだけでなく、部下や成長していく2人の娘が次々に問題や悩みを抱え、それが事件に絡み合うことも。
年に数本ずつ制作されており、一話一話が複雑でありながら丁寧な造りになっているところも魅力の一つ。
ちなみに日本での題名は「女警部ジュリー・レスコー」だが、フランスでは「JULIE LESCAUT」（単に「ジュリー・レスコー」）。また、レスコーの階級は「Commissaire」であり、本来は警部よりも警視と呼ぶ方がふさわしい。
77話からレスコーがクレリエール署(パリ郊外らしき架空の署)からパリ中心部の警察署に異動となる。
2014年、101話で終了することとなり、その回には家から去った娘バブーが重要な役で登場した。

### あらすじ
仕事では正義感に溢れた敏腕警部。家庭では二人の娘を育てる優しいシングル・マザー。仕事と家庭の両立に大健闘!ジュリー・レスコーは時には悩みながらも犯罪に立ち向かう。

## 登場人物

### 主要人物
ジュリー・レスコー（Julie Lescaut）
演：ヴェロニック・ジュネスト（Véronique Genest）
赤毛に青い瞳の美女。夫ポールと離婚後に二人の娘（サラとバブー）を引き取って3人で暮らしている。老若男女関係なく優秀であることを誰もが認める敏腕の警部（もしくは警視）であり、クレリエール署（Commissariat des Clairières）の署長も勤めている。前夫とは離婚後も子育ての良きパートナーであり、彼が再婚するまでは「まだ愛し合っている」と言い切るなど恋人気分だった。後にピエールという恋人ができて同居、さらに事件を通して知り合った孤児の少年パヴェルを養子として引き取る。事件だけでなく部下のプライベートな悩みや思春期を迎えた娘たちに戸惑うこともしばしば。人生経験豊かかつ女性ならではの包容力で部下たちに慕われる一方で、不当な権力を振るう者には断固とした態度を取り、決して自分の意志を曲げたりしない。
ジュスタン・ウンゲマ（Justin N'Guma）
演：ムス・ディウフ（Mouss Diouf）
コートジボワール系フランス人の黒人刑事(字幕ではウンゲマだが、発音はングマ)。ジュリーがクレリエール署にやってきた時からの部下で、彼女からも絶大な信頼を寄せられている。当初は痩せていたが次第に体格がよくなっていき、贅肉をつかんで「これは筋肉だ！」という台詞を入れられるほど。性格はクールで刑事としても優秀だが、家族や恋人のことが絡むと我を失うことがある。不良少年を更生させるための活動に熱心で、ジムに集めスポーツを通して親交を深めている。56話にて事件解決後に警部に昇進する。
ダヴィッド・カプラン（David Kaplan）
演：ルノー・マルクス（Renaud Marx）
17話からトレモア刑事の後任として出演。その苗字からユダヤ系と分かる。当初こそ「きまじめ」というあだ名をつけられていたものの、すぐにクレリエール署に馴染みウンゲマと共にジュリーを支える。女性にかなりもてるが、あまりいい思いをしたことがなく、本人曰く「自分にはまともな女が寄り付かない」とのこと。私生活では離婚経験者で前妻との間に子供がいるなどジュリーと共通する部分があり、前夫と良好関係を保っている彼女を羨ましがる場面も。ちなみに息子のジェロームは彼を悩ませる存在として度々出演している。両親と距離を置く一方、妹のラシェル（Rachelle）とは仲が良い。
ヴァンサン・モタ（Vincent Motta）
演：アレクシス・デソー（Alexis Desseaux）
コンピューター関係の扱いが得意で、主に情報面で事件解決に尽力する。頼りになるが故にジュリーに次々と情報要請をされ、うんざりすることも。後に赴任してきた女刑事ゾラに一目惚れする。彼女に猛アタックの末に恋人関係になるが喧嘩が絶えず、結婚を断られたことをきっかけに別れることになってしまう。紆余曲折を経るも、後に彼女との友人関係を取り戻していた。53話で婚約者（ローラ）にヴァンサン（Vincent）と呼ばれている。53話後に結婚したが、71話でレスコーに「半年前から別居中。離婚することになった」と告白。レスコーやカプランと同様に離婚経験者の仲間入りに。終盤、カプランの代わりにウンゲマのパートナーとなったことをきっかけに現場に出る機会が増える。

### ジュリーの家族
サラ（Sarah）
演：ジェニフェール・ロレ（Jennifer Lauret）
ジュリーの長女。時に羽目を外すこともあるが、大抵のことはそつなくこなし、頭もいい。母親が警察であることが原因で同級生にからかわれたり教師に目の敵にされることを嫌がっているが、本当は誰よりも母親の身を案じている。学生時代は同級生のフランクという青年と付き合っていたが、後に母と同じ警察官の恋人（ラファエル）ができる。
バブー（Babou）
演：ジョゼフィーヌ・セール（Joséphine Serre）
ジュリーの次女。バブーとは愛称で、本名はエリザベット（Élisabeth）。父親のポールを恋しがっており、彼が外国に出張したり女性と一緒にいる度に駄々をこねていた。サラと比べると学校の成績は教科によってムラがあったり、ボーイフレンドができても長続きしなかったりと少し不器用な印象がある。しかし母を思う気持ちは姉同様に強く、ジュリーが職務中に危険な目に合う度に仕事を変えて欲しいと苦言している。しかし、ジュリーが父の葬式に現れなかったことに憤慨し、家を出る。
ピエール・ヴェルドン（Pierre Verdon）
演：フワンソワ・デュノワイエ（François Dunoyer）
ジュリーの恋人。49話でジュリーが身柄を拘束した少年の弁護士として初登場する。当初からジュリーと惹かれあい、サラとバブーにも比較的好意的に受け入れられる。前妻との間にできた息子のロマンと共にジュリーたちと同居する。共に姓は変えていないが、パヴェルを養子にしたことを考えるとジュリーと結婚した可能性もある。
パヴェル（Pavel）
演：ロイック・ナイエ（Loïc Nayet)
ジュリーとピエールが引き取った養子。64話で初登場。両親を目の前で殺されたショックで言葉を失い、事件を担当したジュリーに保護される。事件が解決してジュリーの家族の一員となってからは次第に明るさを取り戻す。丁度娘たちが手を離れたこともあってか、ジュリーにはかなり可愛がられている。
ロマン（Romain）
演：ニコラ・セリエ（Nicolas Scellier）
ピエールの一人息子。父と共にジュリーたちと同居する。登場当初は悪仲間とパトカーにいたずらをしたり、ドラッグを買ってバブーに内緒で飲ませたりと両親を悩ませるトラブルメーカー。繊細で優しい一面はあるものの、周りに甘えてばかりだった。しかしパヴェルという義弟ができたことで年長者としての自覚が出てきたのか、精神的な成長を少しずつ見せ始めている。
ポール・レスコー（Paul Lescaut）
演：フランソワ・マルトゥレ（François Marthouret）
ジュリーの元夫でサラとバブーの父親。職業は弁護士。離婚後もジュリーとは子育てのパートナーとして比較的良好な関係を保っている。警察官である元妻と事件でも顔を合わせることもしばしばで、その度に衝突と妥協を繰り返している。当初こそジュリーとよりを戻そうとしていたが、仕事で外国にいることが多くなり、次第に家族と距離を置いていく。後に年下の女性と再婚。ジュリーにも新しい恋人が出来たことで出番はほとんどなくなった。

### クレリエール署
ジャン＝マリー・トレモア（Jean-Marie Trémois）
演：ジェローム・アンジェ（Jérôme Anger）
1話から16話までジュリーの部下として出演。パイロット版である1話ではバイクを乗り回す一匹狼的なキャラであり、ジュリーと一線を越えるという展開を見せたが、シリーズ化された2話以降はジュリーとの関係も無かった事になった様で性格も丸くなっていた。基本的に優秀な刑事であるが、女性関係にだらしがなく、容疑者の女性と関係を持ったり現場に遅刻するなどジュリーを怒らせることが度々だった。最後には過去に同僚で恋人だった女性が原因で刑事として許されない過ちを犯し、クレリエール署を去ることになる。
レヴェイユ（Léveil）
演：ジャン＝ポール・ルーヴ（Jean-Paul Rouve）
金髪碧眼、何処か人の良さを滲ませる制服警官。35話まで出演(その後、映画に進出し、スター格の俳優になっている)。クリエール署の事務・パトロールなどのチーフを務めていたが、後に南仏へと異動する。既婚者でありながら美しく優秀なジュリーに憧れを抱いており、幾つもの花束を内緒で彼女に贈ったことがあった。
ゾラ・ザウイダ（Zora Zaouïda）
演：サミア・サッシ（Samia Sassi）
28話で初登場。アラブ系の美しい女性。気が強く怒りっぽい性格。クレリエール署に来たばかりの頃はカプランに夢中だったが、後にモタと恋人同士に。結局彼との関係は破局に終わるが、友人としての関係は取り戻す。普段はモタと共に署内での情報収集に当たっている。55話にて苗字がザウィーダと判明。
エルー（Héroux）
演：ピエール・コニョン（Pierre Cognon）
クレリエール署勤務の巡査。当初は他人に対して無理解な発言を繰り返すなど狭隘な精神の持ち主だったが、シリーズを追うごとに人間的に成長していく。
クリステル（Christelle）
演：ソフィー・アルチュール（Sophie Artur）
クレリエール署勤務の巡査。正義感と優しさに溢れた女性。シリーズ後半では「夫婦漫才」さながらのエルーとの掛け合いが見もの。

### その他の登場人物
アラン・ダルザック（Darzac）
演：パトリック・ロカ（Patrick Rocca）
ジュリーの直属の上司。登場する度に事件の真相を深く探ろうとするジュリーと早期解決を迫る検事の板ばさみになるが、ジュリーの優秀さを知っているため、結局彼女の味方をすることが多い。意外にも女性関係にだらしない面があり、それが原因で殺人の疑いをかけられクレリエール署の牢に入る羽目になったことがある。長年連れ添っている妻には全く頭が上がらない。
ヴェリエ検事
演：ジャック・ロズニー（Jacques Rosny）
クレリエール署が扱う事件を担当することが多く、警察ではないが立場的にはジュリーの上司的存在となっている。尊大な態度で事件の早期解決を迫るため、ジュリーたち警察にとっては目の上のたんこぶ。上層部の機嫌を気にしている卑屈な人間だと思われがちだが、実は誰よりも法に対して従順な人物。ジュリーも彼が決して悪人ではないことを理解している。ジュリーたちと共に事件に携わるうちに少しながら性格が丸くなっていき、彼女たちに助言したり便宜を図ったりする場面も増えた。

## エピソード・リスト（日本語版）
- 第1話「それぞれの事情」
- 第2話「仮面のレイプ犯」
- 第3話「セクシャルハラスメント」
- 第4話「密輸」
- 第5話「愛のかたち」
- 第6話「誘拐」
- 第7話「ばら色の死」
- 第8話「不審な死」
- 第9話「甘い罠」
- 第10話「目撃者」
- 第11話「偽りの慈善」
- 第12話「噂」
- 第13話「週末の事件」
- 第14話「特赦の申し立て」
- 第15話「殺された婚約者」
- 第16話「赤毛の二人」
- 第17話「新入生殺人事件」
- 第18話「黒いプロパガンダ」
- 第19話「拳銃の掟」
- 第20話「母の想い」
- 第21話「狙われる女」
- 第22話「誕生の秘密」
- 第23話「幽霊の仕業」
- 第24話「越権行為」
- 第25話「死の刑務所」
- 第26話「若い兵士の死」
- 第27話「信用問題」
- 第28話「逃亡者」
- 第29話「仮面パーティー」
- 第30話「立ち入り禁止地帯」
- 第31話「しかけられた罠」
- 第32話「業務停止」
- 第33話「ダルザック事件」
- 第34話「少年犯罪」
- 第35話「ポールへのぬれぎぬ」
- 第36話「天才少年」
- 第37話「疑惑の安楽死」
- 第38話「昔の恋人」
- 第39話「ジャンヌの死」
- 第40話「見知らぬ訪問者」
- 第41話「ジュリーの秘密」
- 第42話「交錯する運命」
- 第43話「長い夜」
- 第44話「憎しみのナイフ」
- 第45話「美しさの代償」
- 第46話「過去を消した男」
- 第47話「幼い犠牲者」
- 第48話「偽りの家族」
- 第49話「誘惑の罠」
- 第50話「壊れた愛」
- 第51話「のぞき見」
- 第52話「絡まった糸」
- 第53話「疑惑の連鎖」
- 第54話「カージャッカー」
- 第55話「無法者の論理」
- 第56話「復讐者」
- 第57話「消えた男」
- 第58話「よみがえる殺人」
- 第59話「子供の秘密」
- 第60話「もうひとつの顔」
- 第61話「許されざる罪」
- 第62話「レルネール事件」
- 第63話「不肖の息子」
- 第64話「幼い証人」
- 第65話「特別任務」
- 第66話「二重生活」
- 第67話「歪んだ正義」
- 第68話「戦友」
- 第69話「隠された関係」
- 第70話「父性本能」
- 第71話「完全なる容疑」
- 第72話「危険な出会い」
- 第73話「疑惑の検事」
- 第74話「復讐の論理」
- 第75話「迷走の果て」
- 第76話「新しい人生」
- 第77話「怒りの一撃」
- 第78話「守るべきもの」
- 第79話「汚れた欲望」
- 第80話「誘拐の構図」
- 第81話「傷つく世代」
- 第82話「危険な報酬」
- 第83話「強欲の代償」
- 第84話「盲目の愛情」
- 第85話「さめない悪夢」
- 第86話「夢見るアスリート」
- 第87話「贖罪」Rédemption
- 第88話「外交特権」Immunite diplomatique
- 第89話「セーヌ川の上で」Sortie de Seine
- 第90話「ポンヌフの花嫁」La mariée du Pont Neuf
- 第91話「ぬれぎぬ」Faux coupable
- 第92話「口封じ」Pour solde de tous comptes
- 第93話「殉職」Les risques du métier
- 第94話「恵まれすぎた娘」Pauvre petite fille riche
- 第95話「クーガー」Cougar
- 第96話「自供」L'aveu
- 第97話「バイオリンを取り出して」Sortez les violons
- 第98話「消えた兄妹」Les disparus
- 第99話「別れ」L'Ami perdu
- 第100話「悲劇」Tragédie
- 第101話「母と娘」Mère et filles